# Yee Tit Kwan
Yee Tit Kwan, także John Bosco Yee (chiń. 余鐵軍; pinyin Yú Tiějūn; ur. 7 stycznia 1927 w Kantonie, zm. 14 stycznia 2017 w Monterey Park w Kalifornii) – singapurski koszykarz pochodzenia hongkońskiego, olimpijczyk.

## Życiorys
W 1956 roku wystąpił wraz z drużyną na igrzyskach olimpijskich w Melbourne. Zagrał we wszystkich siedmiu spotkaniach, które reprezentacja Singapuru rozegrała na tym turnieju. Yee zdobył w nich łącznie 146 punktów – był to drugi najlepiej punktujący zawodnik całych igrzysk (więcej punktów osiągnął tylko Óscar Moglia). Uzyskał m.in. 39 punktów w meczu przeciw Korei Południowej, 28 punktów w spotkaniu z Tajlandią i 25 punktów przeciwko Kanadzie. Singapurczycy zajęli ostatecznie 13. miejsce wśród 15 zespołów. Podczas jednego ze spotkań Igrzysk Azjatyckich 1954 osiągnął 55 punktów.
Studiował ekonomię w Hongkongu, jednak został później nauczycielem wychowania fizycznego, a także historii i literatury chińskiej. Do Singapuru wyjechał w roku 1952, gdzie podjął pracę w gazecie. W 1972 roku wyemigrował z rodziną do Kalifornii, gdzie został kucharzem. W 1974 roku przeniósł się wraz z żoną do Las Vegas, gdzie otworzyli własną restaurację. Dziesięć lat później powrócili do Los Angeles, gdzie prowadzili restaurację o nazwie Litz Restaurant. W 1999 roku Yee odszedł na emeryturę.